# Lesja (stacja kolejowa)
Lesja (no.: Lesja stasjon) – stacja kolejowa w Lesja, w regionie Oppland, w Norwegii, na Raumabanen. Została otwarta w 1921.